# Федеративная республика
Федеративная республика — федеративное государство с республиканской формой правления. В федеративной республике действует разделение властных полномочий между федеральными органами и органами субъектов федерации; субъекты федерации при этом обладают большой долей политической самостоятельности. В федеративной республике глава государства и высшие органы власти как на федеральном уровне так и на уровне субъектов либо избираются напрямую либо формируются избранным парламентом.

## Особенности федеративной республики
В федеративной республике существует разделение полномочий между федеральным правительством и субъектами федерации. Хотя разделение полномочий индивидуально для каждой федеративной республики, общегосударственные вопросы, такие как межгосударственные дела и договоры, безопасность федерации и ее оборона, денежно-кредитная политика, обычно решаются на федеральном уровне. Такие вопросы как содержание инфраструктуры, образование, здравоохранение, землепользование, внутренняя торговля, общественный порядок обычно решаются на региональном или местном уровнях. Таким образом, федеративную республику лучше всего противопоставить унитарной республике, в которой центральное правительство имеет полную власть над практически всеми аспектами жизни страны. Хотя есть исключения, федеративные республики являются более крупными, более густонаселенными, и более внутренне неоднородными, чем унитарные государства, образованиями, причем такой большой размер и внутренняя неоднородность оказываются более управляемыми в федеративной системе чем в унитарной. Децентрализованная структура федеративной республики помогает обеспечить более высокую политическую устойчивость страны при неравномерном составе населения и при различии предпочтений населения в разных субъектах федерации.
В большинстве федеративных республик разделение полномочий между уровнями власти определяется конституцией. Политические различия между федеративной республикой и другими федеративными государствами, особенно федеральными монархиями с парламентской системой правления, в значительной степени являются вопросом юридической формы а не политического содержания. Большинство федеральных государств являются демократическими по структуре. Однако существуют федеративные государства, основанные на принципах, отличных от демократии, например Объединенные Арабские Эмираты.

## Перечень современных федеративных республик
| Государство                   | Официальное название                            | Административные единицы                                                                 | Глава государства                            | Вид республики |
| ----------------------------- | ----------------------------------------------- | ---------------------------------------------------------------------------------------- | -------------------------------------------- | -------------- |
| Аргентина                     | Аргентинская Республика                         | Провинции                                                                                | Президент                                    | Президентская  |
| Австрия                       | Австрийская Республика                          | Земли                                                                                    | Федеральный президент                        | Парламентская  |
| Босния и Герцеговина          | Босния и Герцеговина                            | Энтитеты (де-факто — конфедеративные субъекты без права на провозглашение независимости) | Президиум Верховный представитель (де-факто) | Парламентская  |
| Бразилия                      | Федеративная Республика Бразилия                | Штаты                                                                                    | Президент                                    | Президентская  |
| Коморы                        | Союз Коморских Островов                         | Автономные острова                                                                       | Президент                                    | Президентская  |
| Эфиопия                       | Федеративная Демократическая Республика Эфиопия | Регионы                                                                                  | Президент                                    | Парламентская  |
| Германия                      | Федеративная Республика Германия                | Земли                                                                                    | Федеральный президент                        | Парламентская  |
| Индия                         | Республика Индия                                | Штаты                                                                                    | Президент                                    | Парламентская  |
| Ирак                          | Республика Ирак                                 | Мухафазы                                                                                 | Президент                                    | Парламентская  |
| Мадагаскар                    | Республика Мадагаскар                           | Автономные провинции                                                                     | Президент                                    | Смешанная      |
| Мексика                       | Мексиканские Соединённые Штаты                  | Штаты                                                                                    | Президент                                    | Президентская  |
| Федеративные Штаты Микронезии | Федеративные Штаты Микронезии                   | Штаты                                                                                    | Президент                                    | Президентская  |
| Непал                         | Федеративная Демократическая Республика Непал   | Зоны                                                                                     | Президент                                    | Парламентская  |
| Нигерия                       | Федеративная Республика Нигерия                 | Штаты                                                                                    | Президент                                    | Президентская  |
| Пакистан                      | Исламская Республика Пакистан                   | Провинции и федеральные территории                                                       | Президент                                    | Парламентская  |
| Россия                        | Россия, Российская Федерация                    | Субъекты федерации                                                                       | Президент                                    | Смешанная      |
| Южный Судан                   | Республика Южный Судан                          | Штаты                                                                                    | Президент                                    | Президентская  |
| Швейцария                     | Швейцарская Конфедерация                        | Кантоны и Кантоны-республики                                                             | Федеральный совет                            | Парламентская  |
| США                           | Соединённые Штаты Америки                       | Штаты                                                                                    | Президент                                    | Президентская  |
| Венесуэла                     | Боливарианская Республика Венесуэла             | Штаты                                                                                    | Президент                                    | Президентская  |
| Мьянма                        | Республика Союз Мьянма                          | Административные области, самоуправляемые зоны, штаты                                    | Президент                                    | Президентская  |
| Сомали                        | Федеративная Республика Сомали                  | Провинции                                                                                | Президент                                    | Президентская  |
| Судан                         | Республика Судан                                | Провинции                                                                                | Президент                                    | Президентская  |

## Перечень исторических федеративных республик
| Государство                      | Официальное название                                                                    | Период существования    | Административные единицы                      |
| -------------------------------- | --------------------------------------------------------------------------------------- | ----------------------- | --------------------------------------------- |
| Республика Соединённых провинций | Республика Семи Объединённых Нижних земель                                              | 1581 — 1795             | Провинции                                     |
| Великая Колумбия                 | Республика Колумбия                                                                     | 1819 — 1831             | Штаты                                         |
| СПЦА                             | Соединённые Провинции Центральной Америки (Федеративная Республика Центральной Америки) | 1823 — 1840             | Провинции                                     |
| Веймарская республика            | Германское государство                                                                  | 1919 — 1933             | Земли                                         |
| СССР                             | Союз Советских Социалистических Республик                                               | 1922 — 1991             | Союзные Советские Социалистические Республики |
| Югославия                        | Социалистическая Федеративная Республика Югославия                                      | 1945 — 1992             | Социалистические Республики                   |
| Сербия и Черногория              | Союзная Республика Югославия Государственный Союз Сербии и Черногории                   | 1992 — 2003 2003 — 2006 | Республики                                    |
| Союз Бирма                       | Бирманский союз                                                                         | 1948 — 1962             | Штаты                                         |
| РСШИ                             | Республика Соединённые Штаты Индонезии                                                  | 1949 — 1950             | Штаты                                         |
| Камерун                          | Федеративная Республика Камерун                                                         | 1961 — 1972             | Регионы                                       |
| Чехословакия                     | Чехословацкая Социалистическая Республика Чешская и Словацкая Федеративная Республика   | 1969 — 1990 1990—1993   | Республики                                    |